# الفرعة (حبيل جبر)

تعديل مصدري - تعديل

الفرعة هي إحدى قرى عزلة حبيل جبر بمديرية حبيل جبر التابعة لمحافظة لحج، بلغ تعداد سكانها 166 نسمة حسب تعداد اليمن لعام 2004.